# Wattripont
Wattripont is een dorp in de Belgische provincie Henegouwen, en een deelgemeente van de Waalse gemeente Frasnes-lez-Anvaing.
Wattripont was een zelfstandige gemeente tot in 1971, toen het samen met Arc-Ainières de nieuwe fusiegemeente Arc-Wattripont ging vormen. Bij de gemeentelijke herindeling van 1977 werd de fusiegemeente opgeheven en toegevoegd aan de gemeente Frasnes-lez-Anvaing.

## Bezienswaardigheden
- De Sint-Niklaaskerk (Église Saint-Nicolas), een classicistische kerk van 1787.
- Het Kasteel van Wattripont, vanouds een burcht die in 1477 werd verwoest. Op de grondvesten ervan is een nieuw kasteel gebouwd, vooral 18e- en 19e-eeuws.

## Demografische ontwikkeling
- Bronnen:NIS, Opm:1831 tot en met 1961=volkstellingen